# Жоао Феликс
Жоа̀о Фѐликс е португалски нападател, който играе за арабския „Ал-Насър“ и португалския национален отбор.
В началото на кариерата си Феликс тренира в юношеските редици на „Порто“, преди да премине към „Бенфика“ през 2015 г. Започва да играе за националния отбор под 18 години през 2017 г., а година по-късно и в първия отбор, като прави професионалния си дебют на 18 години. След това става голмайстор и помага на „Бенфика“ да спечели титлата в първенството. Той става и най-младият играч, който някога е вкарал хеттрик в Лига Европа – на 19 години. Това се случва на 11 април 2019, когато той вкарва три пъти във вратата на „Айнтрахт“ (Франкфурт).
Изпълненията на Феликс предизвикват интереса на няколко европейски клуба, като „Атлетико Мадрид“ го привлича през лятото на 2019 г. за 126 милиона евро, превръщайки го в четвъртата най-скъпа футболна покупка – втората най-висока за тийнейджър и най-високата сума за португалски играч, който е напуснал националната лига.
След като играе за младежките отбори на Португалия на нива под 18, 19 и под 21 години, Феликс прави своя дебют с националния отбор на полуфиналите и финалите на Лигата на нациите на УЕФА през 2019 г., който е спечелен от Португалия на домашна земя.

## Биография
Той има по-малък брат, Хуго, който играе за юношеския отбор на „Бенфика“. Докато расте, идол на Феликс е Кака.[източник? (Поискан преди 16 дни)]

## Стил
Смятан от „Бенфика“ за един от най-обещаващите играчи от младежката школа, Феликс е сравняван с Кака и други бивши играчи на „Бенфика“ като Руи Коща и Жоао Пинто. Докато ролята му е основно на атакуващ полузащитник, Феликс е поставян също и като нападател, втори нападател и крило. Бърз и интелигентен играч с нюх за голове, като основните му предимства са бързина, креативност, завършващ удар, владеене и дрибъл, както и визия за прецизни пасове.[източник? (Поискан преди 16 дни)]